# Kathedrale des Heiligen Herzens

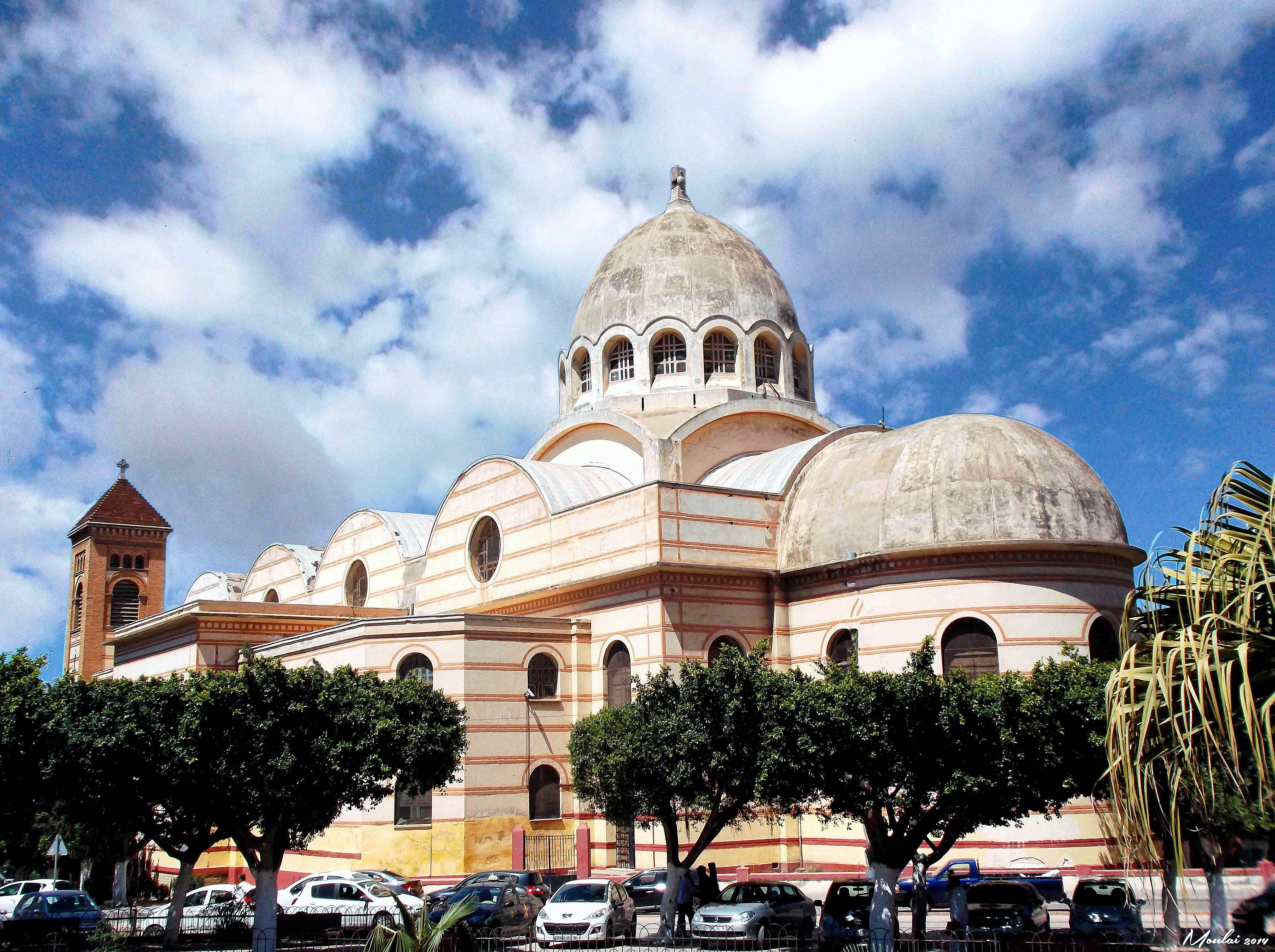
Die Kathedrale mit dem entfernten Kreuz (2014)

Die Kathedrale des Heiligen Herzens (auch Sacré-Cœur-Kathedrale, arabisch كاتدرائية وهران ‚Kathedrale von Oran‘) ist eine ab 1903 errichtete ehemalige Kathedralkirche der Katholiken in der nordalgerischen Stadt Oran; sie wird heute als Bibliothek genutzt. Der im damaligen Französisch-Nordafrika errichtete Bau war die erste aus Stahlbeton errichtete Kirche auf französischem Gebiet. Der Bau hat eine große Kuppel und einen von zwei Kirchtürmen flankierten, aufwändig verzierten Eingangsbereich.
Die Bauarbeiten für die Kirche begannen am 20. April 1903, die Krypta wurde am 11. November 1906 eingeweiht. Damals stellten Christen und Juden die Mehrheit der Stadtbevölkerung. Der Kirchenarchitekt war Albert Ballu, die leitende Baufirma gehörte den Gebrüdern Auguste und Gustave Perret. Der im romano-byzantinischen bzw. neobyzantinischen Stil errichtete Sakralbau konnte ab dem 9. Februar 1913 genutzt werden. Am 3. Februar 1918 wurde die Cavaillé-Coll-Mutin-Orgel eingeweiht. Nach der Vollendung des Baus wurde die gesamte Kirche am 30. April 1930 eingeweiht. Vor der Kirche stand ab 1931 ein Reiterstandbild der Jeanne d’Arc von Joseph Ebstein, das die Franzosen 1962 nach Marseille transferierten und schließlich in Caen aufstellten.
Nach dem Algerienkrieg wurde die Kathedrale des Heiligen Herzens im Jahre 1984 in eine Regionalbibliothek umgewandelt (der Anteil der moslemischen Bevölkerung stieg von 44 % auf heute 98 %), 1996 wurde sie auf eine Gemeindebibliothek herabgestuft.